# Zufrittkamm
Der Zufrittkamm ist eine Gebirgsgruppe der Ortler-Alpen. Der Kamm löst sich an den Zufallspitzen vom Ortler-Hauptkamm und erstreckt sich über mehr als 40 Kilometer nahezu geradlinig Richtung Nordosten, wo er in der Gegend von Meran ausläuft. Dabei trennt er zunächst das Martelltal vom Val di Peio und Val di Rabbi, später das Martelltal vom Ultental und zuletzt das oberen Etschtal im Bereich des Vinschgaus vom Ultental. Nach seinen Begrenzungstälern wird er daher streckenweise als Marteller-Ultener Kamm oder Vinschgau-Ultener Kamm benannt; der das Martelltal bis zum Hasenöhrl begleitende Abschnitt wird auch als Marteller Hauptkamm bezeichnet. Zwischen den Zufallspitzen und der Lorchenspitze trägt er die Grenze zwischen Südtirol und dem Trentino, im weiteren Verlauf befindet er sich zur Gänze auf Südtiroler Gebiet. 
Der Zufrittkamm findet im Südwesten an der Köllkuppe (3330 m), die von den Zufallspitzen durch die Fürkelescharte (3032 m) getrennt wird, seinen ersten Gipfel. Es folgen die noch Gletscherreste aufweisenden Veneziaspitzen (Hauptgipfel: 3386 m), die Hintere Schranspitze (3355 m), die Hintere Rotspitze (3347 m), die Sällentspitze (3212 m) und die Hintere Nonnenspitze (3256 m). An der Lorchenspitze (3343 m) zweigt der lange Ilmenkamm Richtung Südosten ab. Hinter der Weißbrunnspitze (3253 m) erhebt sich die Zufrittspitze (3438 m), der Hauptgipfel des Gebirgszugs. Der anschließende Kammverlauf mit unter anderem der Flimspitze (3130 m) und der Tuferspitze (3092 m) erreicht am östlichsten Gletscherberg der Ortler-Alpen, dem Hasenöhrl, nochmals eine Höhe von 3257 m, bevor er absinkt und sich im weiteren Verlauf mit Kuppen, die selten höher als 2600 m sind (darunter der Hohe Dieb und die Naturnser Hochwart), fortsetzt. Hinter dem Naturnser Hochjoch (2474 m) fällt die Kette schließlich zum langen und großteils bewaldeten Höhenzug des Vigiljochs ab.
Schutzhütten bzw. alpinistische Stützpunkte im Gebiet des Zufrittkamms sind die Marteller Hütte, das Rifugio Cevedale, das Rifugio Dorigoni, die Höchster Hütte und der Tablander Warter. Von seinem Abzweigen vom Ortler-Hauptkamm bis in die Gegend des Hasenöhrls ist er im Nationalpark Stilfserjoch unter Schutz gestellt.